# Every Rose Has Its Stem
Every Rose Has Its Stem è un cortometraggio muto del 1912 diretto da Ashley Miller.

## Trama
Un giovane impiegato, innamorato di una graziosa fioraia, si lascia affascinare da una stenografa, bellissima cacciatrice di uomini alla ricerca di un ricco fidanzato.

## Produzione
Il film fu prodotto dalla Edison Company.

## Distribuzione
Distribuito dalla General Film Company, il film - un cortometraggio in una bobina - uscì nelle sale cinematografiche degli Stati Uniti l'11 maggio 1912.